# Pedro Ceballos Guerra

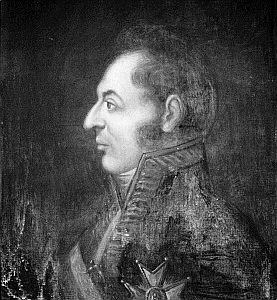
Pedro Cevallos Guerra

Pedro Ceballos Guerra (in abweichender Schreibweise auch: Cevallos) (* 1. August 1759 in San Felices de Buelna, Kantabrien, Spanien; † 29. Mai 1838 in Sevilla, Spanien), war ein spanischer Diplomat und Politiker, der unter den Königen Karl IV. und Ferdinand VII. als Ministerpräsident seines Landes amtierte.

## Leben

### Jugend und Ausbildung
Ceballos kam in Kantabrien als Sohn einer Familie von Landadeligen zur Welt. Seine Eltern waren Francisco Javier de Ceballos, Señor de Rioseco, und Margarita Guerra de la Vega. Er studierte Rechtswissenschaft an der Universität Valladolid und erlangte den Doktorgrad.

### Diplomatischer Dienst
Unter der Regierung von Ministerpräsident José Moñino y Redondo, Graf Floridablanca, trat er in den diplomatischen Dienst ein. Ab 1792 arbeitete er als Legationssekretär an der spanischen Botschaft in Lissabon.
Er heiratete eine Nichte von Manuel de Godoy. Die gemeinsame Tochter Josefa heiratete Luis Ramón Aguila Alvarado, marqués de Espeja.

### Karriere im Staatsdienst, Amtszeit als Ministerpräsident unter Karl IV.
Nach seiner Station in Lissabon erhielt er eine Stelle als Finanzrat am Hofe Karl IV. unter der Regierung Godoy. 1800 sollte er als Botschafter an den bourbonischen Königshof von Neapel gehen, diesen Posten trat er aber nie an.
Nach dem offiziellen Sturz Godoys als Ministerpräsident folgte Ceballo ihm nach kurzen Amtszeiten von Francisco Saavedra de Sangronis und Mariano de Urquijo y Muga ins Amt. Formell war Ceballos der Regierungschef, den bedeutendsten Einfluss auf die spanische Politik behielt aber während seiner gesamten Amtszeit der Generalissimus Godoy.
1802 wurde er in den Orden Karls III. aufgenommen.
Die erste Amtszeit war dominiert vom Einfluss Napoleon Bonapartes, der Spanien als Verbündeter in seinen Krieg gegen Portugal und Großbritannien einband. Die Kriege Napoleons kamen Spanien teuer zu stehen, die Niederlage bei der Schlacht von Trafalgar 1805 zählte zu den Opfern, die Spanien brachte.

### Widerstand gegen Napoleon
1808 besetzten französische Truppen unter dem Vorwand, Richtung Portugal durchmarschieren zu wollen, Spanien. Die Bevölkerung erhob sich gegen Godoys Zugeständnisse: Der Meuterei von Aranjuez im März 1808 führte zum Rücktritt Godoys und der Abdankung von Karl IV. Damit endete auch Ceballos' Amtszeit als Ministerpräsident.
Napoleon ließ Madrid besetzen, den designierten neuen König Ferdinand VII. in Frankreich festsetzen und erklärte seinen Bruder Joseph Bonaparte zum spanischen König. In Bayonne berief er eine verfassungsgebende Versammlung ein, die den Statut von Bayona als Verfassung verabschieden sollte und Josephs Herrschaft die gewünschte Legitimation verleihen sollte.
Joseph Bonaparte plante, Ceballos als Außenminister zu berufen und die Verfassung mitunterzeichen zu lassen. Doch Ceballos stellte sich klar an die Seite von Ferdinand. In mehreren Publikationen verteidigte er dessen legitimes Recht auf den spanischen Thron. Napoleon erklärte ihn im November 1808 zum Verräter an der spanischen und französischen Krone.

### Exil
Ceballos floh nach London, wo er im Januar 1809 eine Druckerei kaufte und von dort aus weiter publizistisch den spanischen Widerstand gegen Napoleon unterstützte. Nach der Niederlage der Bonapartisten wurde er 1813 als Vertreter in die Cortes von Cádiz gewählt.

### Amtszeit unter Ferdinand VII.
Mit Rückkehr von König Ferdinand auf den spanischen Thron wurde Ceballos im November 1814 erneut zum Ministerpräsidenten berufen. Seine Amtszeit dauerte bis Oktober 1816. Als Ministerpräsident wurde er in den Orden vom Goldenen Vlies aufgenommen.
1816 ging er als spanischer Botschafter nach Neapel und von 1818 bis 1820 nach Wien an den kaiserlichen Hof.
Nach dem Tode Ferdinands bot ihm die Regentin Maria Christina eine erneute Regierungsbeteiligung an, doch Ceballos lehnte das mit Hinweis auf sein fortgeschrittenes Alter ab. Er starb 1838 in Sevilla.